# Família Trump
La família Trump és una família germano-americana originària de Kallstadt a Renània-Palatinat. La família ha estat resident a Kallstadt des del segle xvii, i molts dels seus membres foren viticultors i membres assenyalats de la comunitat local. Diversos familiars es van traslladar de Kallstadt als Estats Units al voltant de 1900, entre ells Friedrich (Frederick) Trump, els descendents dels quals són coneguts en els àmbits immobiliari, oci, empreses i política. El seu membre més famós és el 45è president estatunidenc Donald Trump. Altres membres familiars coneguts són Fred Trump i John G. Trump així com Henry J. Heinz, fundador de la empresa Heinz, l'àvia del qual era Charlotte Louisa Trump de Kallstadt. Hi ha membres de la família que encara viuen en la regió ancestral a Alemanya.

## Història

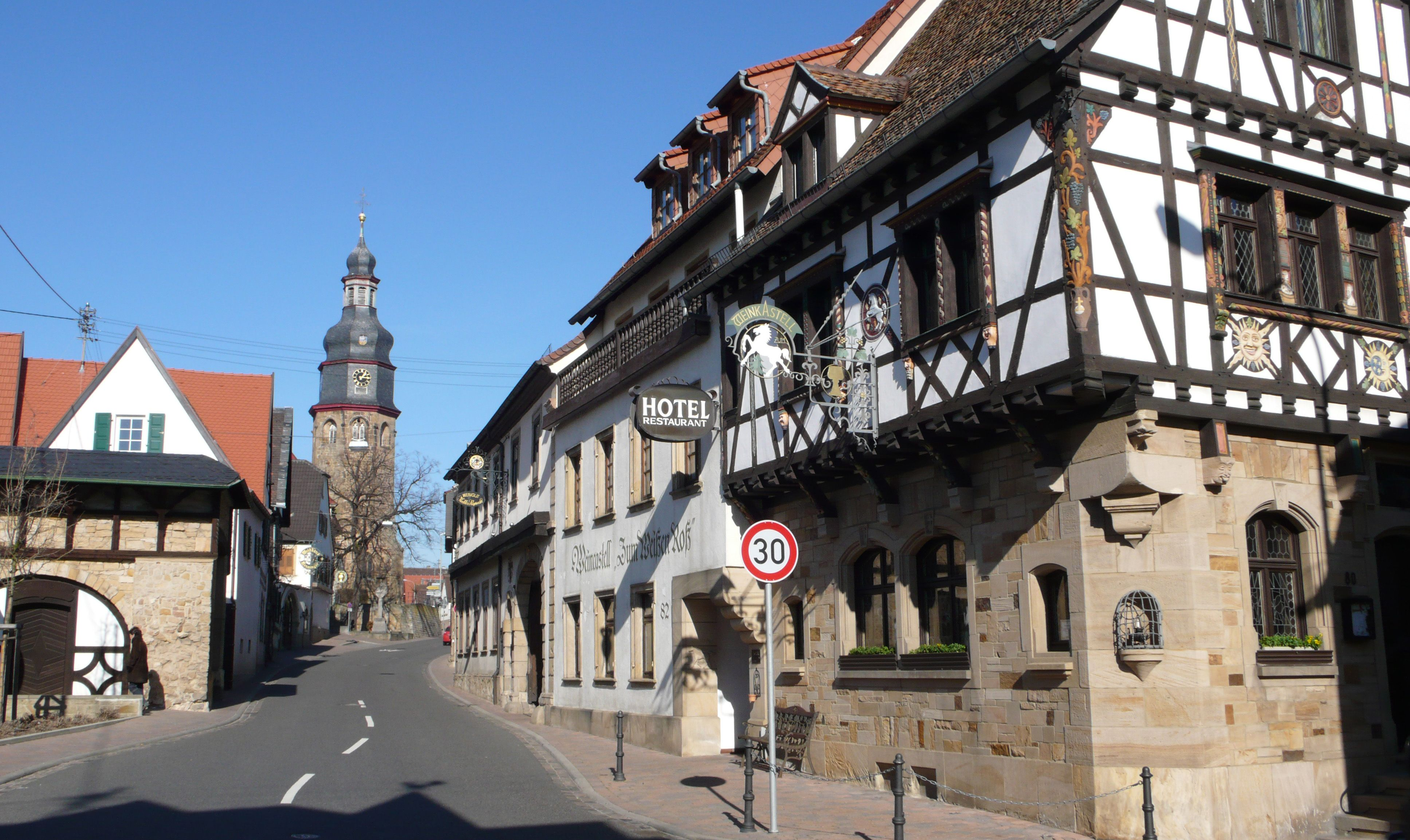
Kallstadt, a Alemanya, la casa ancestral de la família.

El cognom Trump esta registrat oficialment des del segle xvii, i ha estat lletrejat de diverses maneres. En el dialecte Pfälzisch de l'àrea, el nom Trump és pronunciat "droomp."
El primer membre conegut de la família fou un advocat anomenat Hanns Drumpf que vivia a Kallstadt, Renània-Palatinat, el 1608. El seu fill fou un viticultor com molts altres descendents. Johan Philip Trump s'hi va establerir com a viticultor a Kallstadt a finals del segle xvii.
Charlotte Louisa Trump (1789-1833) es va casar amb Johann Georg Heinz, i el seu fill Johann Henry J. Heinz (1811-1891) va emigrar de Kallstadt als Estats Units el 1840 i era el pare d'Henry J. Heinz (1844–1919), el fundador de la empresa Heinz.
El 1885 Friedrich Trump va emigrar de Kallstadt als Estats Units a l'edat de 16 anys. El 1892 va anglicar el seu nom a Frederick quan esdevingué un ciutadà dels EUA. Durant la Febre de l'or de Klondike, va acumular una fortuna per obrir restaurants i hotels pels cercadors d'or en el seu viatge per a la regió. Després de la seva mort, la seva fortuna va passar a la seva muller i fill. Frederick Trump era un cosí segon d'Henry J. Heinz, fundador de la empresa H. J. Heinz. El 1902 es va casar amb Elisabeth Christ, nascuda el 1880 i que va morir el 6 de juny de 1966. Es va traslladar als Estats Units amb ell. Com el seu marit, ella era nadiua de Kallstadt, nascuda com la filla de Philipp i Marie Christ. Philipp Christ era descendent de Johannes Christ (1626-1688/9) de Flörsheim, Hesse. Elizabeth Christ Trump era descendent de l'orguener Johann Michael Hartung (1708-1763) a través de la seva àvia paterna Sabina Christ. Friedrich Trump era el pare d'Henry (Heinrich) Trump (1899-1900), Elizabeth (Elisabeth) Trump (1904-1961), l'agent immobiliàri Fred Trump (1905–1999) i el físic i inventor John G. Trump (1907-1985).
Fred Trump (1905-1999), nascut a Nova York, fou un dels agents immobiliàris més importants de Nova York. Amb l'herència dels seus pares, Fred Trump i la seva mare Elizabeth van fundar Elizabeth Trump & Son. Donald Trump més tard el va rebatejar The Trump Organization i en fou el chairman i president fins que va assumir la presidència dels EUA. Fred Trump es va casar amb Mary MacLeod (1912–2000), una nadiua de Tong, un poble petit proper a Stornoway, en les Illes Occidentals d'Escòcia. Fou la filla del pescador Malcolm Macleod i Mary Smith. A l'edat de 17, va immigrar als Estats Units i va començar treballar com a servei domèstic a Nova York. Fred i Mary es van conèixer a Nova York i es van casar el 1936, residint junts a Queens. Mary esdevingué ciutadana dels EUA el 1942. Donald Trump ha afirmat que se sent "orgullós" del seu patrimoni alemany, havent servit com a gran mariscal de la Steuben Parade alemanya-americana de 1999 a la ciutat de Nova York.
John G. Trump es va casar amb Elora Sauerbrun (1913–1983), i sòn els pares de John Gordon Trump (1938–2012).

## Família immediata de Donald Trump
Donald Trump s'ha casat tres vegades, amb Ivana Zelníčková, Marla Maples i Melania Knauss. Té quatre fills adults de dos matrimonis anteriors: Donald Trump Jr., Ivanka Trump, i Eric Trump amb Ivana Trump; i Tiffany Trump amb Marla Maples. Trump també té un fill amb Melania Trump, Barron Trump, nascut el 20 de març de 2006. Els seus fills amb Ivana Trump son actualment Vicepresidents Executius a The Trump Organitzation. Tiffany Trump és llicenciada universitària per la Universitat de Pennsilvània, la universitat alma mater del seu pare.

## Arbre familiar

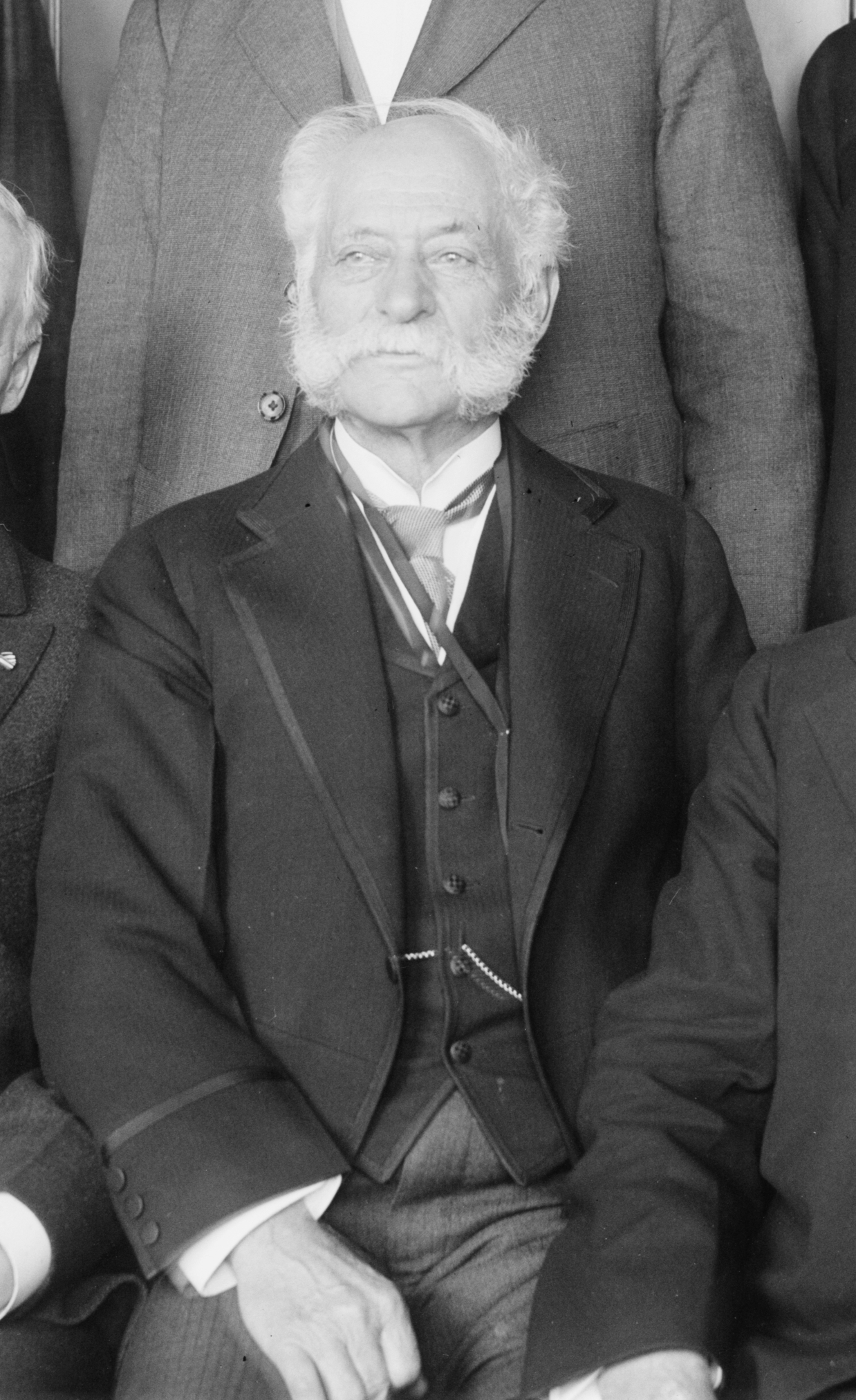
Henry J. Heinz, el fundador de la empresa Heinz, era el net de Charlotte Louisa Trump de Kallstadt

- Johann Philipp Drumpft (1667–1707), casat amb Juliana Maria Rodenroth
  - Johann Sebastian Drumpft (1699–1756), casat amb Susanna Margaretha Kohl
    - Johann Paul Drumpft (1727–1792), casat amb Maria Elisabetha Setzer
      - Charlotte Louisa Trump (1789–1833), casada amb Johann Georg Heinz
        - John Henry Heinz (1811–1891), va emigrar als EUA el 1840
          - Henry J. Heinz (1844–1919), fundador de la empresa Heinz

      - Johannes Drumpft (1789–1835), casat amb Susanna Maria Bechtloff
        - Friedrich Trump (va morir el 1876), casat amb Elisabetha Trump
        - Maria Katharina Trump (nascuda el 1827)
        - Christian Johannes Trump (1829–1877), casat amb Katharina Kober (1836–1922)
          - Johannes Trump (nascut el 1860)
          - Katharina Trump (nascut el 1861)
          - Jakob Trump (nascut el 1863)
          - Sybilla Luisa Trump (1865–1931), es va traslladar a Nova York, casada amb l'alemany Schuster
          - Konrad Trump (nascut 1868)
          - Friedrich Trump (1869–1918), casat amb Elizabeth Trump, es va traslladar als EUA el 1885/1905
            - Henry (Heinrich) Trump (1899–1900)
            - Elizabeth (Elisabeth) Trump (1904–1961), casada amb William O. Walter
              - William Trump Walter (nascut el 1931)
              - John W. Walter (nascut el 1934)

            - Fred Trump (1905–1999), casat amb Mary MacLeod (1912–2000)
              - Maryanne Trump (nascuda el 1937), casada amb John Barry
                - David Trump Barry

              - Fredrick Trump, Jr. (1938–1981)
              - Elizabeth Trump
              - Robert Trump
              - Donald Trump (nascut el 1946), casat amb Ivana Zelníčková, Marla Maples i Melania Knauss
                - Donald Jr. (primer matrimoni)
                - Ivanka (primer matrimoni)
                - Eric Trump (primer matrimoni)
                - Tiffany Trump (segon matrimoni)
                - Barron Trump (tercer matrimoni)

            - John G. Trump (1907–1985), casat amb Elora Sauerbrun (1913–1983)
              - John Gordon Trump (1938–2012)

          - Elisabetha Trump (nascuda el 1873), casada amb Karl Freund
          - Barbara Trump (nascuda el 1876)

        - Anna Elisabetha Trump (born 1831), casada amb Konrad Schwinn